# Relations entre l'Autriche et l'Inde
Relations entre l'Autriche et l'Inde
Les relations entre l'Autriche et l'Inde désignent les relations entre la République d'Autriche et la République d'Inde depuis 1949.

## Histoire
Les relations diplomatiques entre l'Autriche et l'Inde sont établies en 1949 par le premier Premier ministre indien Jawaharlal Nehru et le premier chancelier autrichien après la Seconde Guerre mondiale Leopold Figl.
Il y avait environ 31 000 Indiens vivant en Autriche en septembre 2019.